# Robledales del Berrún
Robledales del Berrún este o arie protejată (arie specială de conservare — SAC, sit de importanță comunitară — SCI) din Spania întinsă pe o suprafață de 492,36 ha, integral pe uscat.

## Localizare
Centrul sitului Robledales del Berrún este situat la coordonatele 41°52′02″N 2°39′40″W / 41.8672°N 2.661°V.

## Înființare
Situl Robledales del Berrún a fost declarat sit de importanță comunitară în februarie 2004 pentru a proteja un număr necunoscut de specii din flora spontană și fauna sălbatică aflate în arealul zonei. Situl a fost protejat și ca arie specială de conservare în septembrie 2015.

## Biodiversitate
Situată în ecoregiunea mediteraneană, aria protejată conține 8 habitate naturale: Pajiști uscate seminaturale și facies de acoperire cu tufișuri pe substraturi calcaroase (Festuco-Brometalia) (* situri importante pentru orhidee), Păduri iberice de Quercus faginea și Quercus canariensis, Lande oro-mediteraneene cu formațiuni endemice de grozamă, Păduri de stejar galițio-portugheze cu Quercus robur și Quercus pyrenaica, Grohotișuri termofile și vest-mediteraneene, Pajiști uscate europene, Păduri termofile cu Fraxinus angustifolia, Formațiuni ierboase bogate în specii de Nardus, dezvoltate pe substraturi silicioase în zone montane (și în zone submontane, în Europa continentală).
La baza desemnării sitului se află un număr nedeclarat de specii protejate.
Pe lângă speciile protejate, pe teritoriul sitului au mai fost identificate 3 specii de plante, 1 specie de amfibieni, 4 specii de mamifere.